# La vita che corre
La vita che corre, prima intitolata Stragi del sabato sera, è una miniserie televisiva italiana, diretta da Fabrizio Costa, e trasmessa nel 2012 su Rai 1.
La colonna sonora si intitola My son ed è stata composta e cantata da Maurizio De Angelis, fratello di Guido uno dei produttori.
Le riprese sono state effettuate a Nepi, a Viterbo, a Orvieto, a Terni e a Roma.

## Trama
Luca e Andrea Renzi sono fratelli. Il primo sta per diventare medico ed è in procinto di sposare Simona, figlia del suo primario. Il secondo è ribelle, crea problemi e fa uso di droghe. Il padre Vittorio non fa nulla per nascondere la sua preferenza per Luca e questo aumenta l'insofferenza di Andrea. Un sabato sera, i due fratelli passano la serata in discoteca, la stessa dove sono presenti Anna, Valentina e Claudia. Andrea e le ragazze abusano di alcool e droga e al momento di tornare a casa non sono in grado di guidare i rispettivi mezzi: la moto di Andrea e l'auto guidata da Claudia. Durante il viaggio di ritorno la moto effettua un pericoloso sorpasso sull'auto proprio mentre incrocia un camion, causando un terribile incidente: Andrea muore sul colpo, Claudia finisce in coma e Valentina rimane sfigurata.
Gli unici a salvarsi senza danni sono Luca e Anna, interrogati dall'ispettore Bruni che deve fare chiarezza sulla dinamica dei fatti. I ragazzi accusano Giuseppe Lampronti, il camionista che a causa dell'incidente ha subìto l'amputazione di una gamba e che si difende sostenendo di non aver invaso la corsia opposta. Le indagini diventano ancor più complicate nel momento in cui la Polizia Stradale trova della cocaina tra le carcasse dei mezzi. Anche Vittorio vuole fare chiarezza sulla faccenda, cercando di capire chi fosse veramente quel figlio scapestrato. Comincia così a entrare nel mondo di Andrea per carpire informazioni nelle discoteche che il figlio frequentava e rischiando persino di mettersi nei guai. Intanto però, Luca mostra strani comportamenti che fanno intendere che non sia del tutto estraneo alla faccenda della droga. Dall'altra parte Lampronti vive un momento drammatico e delicato: perduto il lavoro come camionista per l'impossibilità di guidare, non sa come mantenere la propria famiglia. Sua moglie Sonia gli sta molto vicino e l'ispettore Bruni non lo ritiene responsabile dell'incidente né tantomeno del ritrovamento del pacchetto di cocaina. Improvvisamente però si viene a scoprire che quella notte Lampronti ha avuto un colpo di sonno. La situazione si ribalta completamente e diventa ancora più tragica quando muore anche Claudia. Il camionista viene accusato di duplice omicidio colposo. Simona, nel frattempo, rivela a Luca di essere incinta. Compare infine sulla scena Garibaldi, un noto spacciatore della zona, che rivuole i sessanta mila euro della cocaina presa a credito da Andrea. I due fratelli, infatti, erano complici e intendevano rivendere la droga. Si scopre che anche Anna è cliente di Garibaldi e che conosceva i due fratelli proprio grazie allo spacciatore. Tramite Anna il criminale dà a Luca un mese di tempo per restituire il denaro.
Nella seconda puntata Luca, minacciato da Garibaldi e comprendendo che non sarà mai in grado di ripagarlo del debito del fratello, partecipa agli affari e vende lui stesso una partita di cocaina. Luca è così costretto ad ammettere che la droga dell'incidente apparteneva ad Andrea, turbando il padre. Intanto il presunto artefice dell'incidente, Lampronti, è stato convinto dal suo datore di lavoro ad addossarsi la colpa in modo da velocizzare le pratiche assicurative. La notizia sconvolge la moglie Sonia, che urla ad Anna e Valentina che suo marito è innocente e sta pagando per la loro irresponsabilità. Lo sfogo della donna arriva all'orecchio di Giacomo, l'operatore del 118 che prestò soccorso ai ragazzi la sera dell'incidente. Presa a cuore la situazione di Valentina, aspirante modella rimasta con una vistosa cicatrice sul viso, aveva stretto amicizia con la ragazza, ma sentendo le accuse che le vengono rivolte tronca i rapporti con lei: anni prima il giovane operatore aveva perso suo padre proprio in un incidente stradale molto simile. Si scopre poi che il furgone di Lampronti non aveva subìto una regolare revisione e l'incidente è stato probabilmente causato dal cattivo funzionamento del mezzo. Intanto il camionista inizia ad abituarsi alla sua nuova condizione fisica.
Luca infine si costituisce: confessa di essere stato lui alla guida della moto e aver causato l'incidente, nonché di essere stato complice del fratello nel tentativo di spacciare la cocaina presa a prestito da Garibaldi. L'aspirante medico si prepara a pagare il suo conto con la giustizia e le ragazze, che hanno rotto la loro amicizia, escono dall'ospedale: Anna continua la sua vita da tossica, mentre Valentina viene perdonata da Giacomo e i due iniziano a frequentarsi.

## Ascolti
| n° | Prima TV Italia | Telespettatori | Share  |
| -- | --------------- | -------------- | ------ |
| 1  | 30 gennaio 2012 | 6.000.000      | 20,58% |
| 2  | 31 gennaio 2012 | 6.340.000      | 22,15% |